# Переходный национальный совет Йеменской республики
Переходный национальный совет Йеменской республики — временный орган власти, планировавшийся к созданию шиитскими-повстанцами хуситами 5 февраля 2015 года, во время вооружённого конфликта в Йемене.

## История
10 февраля хуситы и другие политические силы Йемена пришли к предварительному соглашению после возобновления переговоров при посредничестве ООН. По данным источников телеканала Al Arabiya, стороны договорились о возобновлении работы парламента, который был распущен 6 февраля. Следовательно, Переходный национальный совет прекращает свою работу, так и не начав.

## Состав совета
Совет должен был быть сформирован из 551 члена, приглашённых из всех провинций страны.